# コンスタンス・ド・ノルマンディー
コンスタンス・ド・ノルマンディー （Constance de Normandie、1057/61年 - 1090年8月13日）は、イングランド王ウィリアム征服王と王妃マティルダ・オブ・フランダースの娘 。ブルターニュ公アラン4世の妃。

## 生涯
コンスタンスは征服王の娘たちのうち最も才能豊かであったといわれる。彼女はマティルダ王妃の気に入りの娘であり、1086年にアラン4世はカーンで結婚した。結婚した時既にアランもコンスタンスも30歳近くであり、当時としては晩婚であった。
コンスタンスは子どもがないまま、1090年に急死した。おそらく死因は毒殺であり、一説によれば夫のアランが召使にコンスタンスの食事に毒を盛らせたとしている。
ルドンのサント・メラニー教会に埋葬された。1672年に彼女の墓が見つかり開かれた。当時彼女の遺体を包んでいたのであろう羊毛がいくらか残り、彼女の父親と夫の名前、命日が刻まれた墓碑銘のある鉛の十字架があった。